# 大崎磐夫
大崎 磐夫（おおさき いわお、1929年8月 - 2025年1月19日）は日本の実業家。元ホテルオークラ社長。

## 来歴・人物
東京四番町で生まれ育つ。父は常磐炭鉱会長を務めた大崎新吉。
旧制東京都立第四中学校（のちの東京都立戸山高等学校）を経て、1953年旧制東京商科大学（のちの一橋大学）卒業。常磐炭鉱入社。秋山富一（元住友商事社長）は大学予科の同級生。
1960年ホテルオークラ開業にともない、大成観光入社、1973年取締役、1981年常務業務管理室長施設担当、1989年専務、1992年副社長。新規プロジェクトを多く手掛け、切れ者と評された。
1995年、佐藤晃一の後任として、ホテルオークラ社長に就任。初の生え抜き社長となった。同時に後藤達郎会長が相談役に退き、中山素平非常勤取締役が退任した。不況でホテル市場が停滞する中、「高品質・低単価の時代」とし、人員削減や、調理方法の変更などを進めた。野田岩次郎元社長のホテル哲学をまとめた本を作製し、研修等に用いた。1997年に会長・社長の七十歳定年制を導入。1999年に6期ぶりの最終黒字を達成。同年経営立て直しにめどがついたとして、自ら定めた定年制を守り、相談役に退いた。
財団法人大倉文化団理事長、財団法人日本棋院理事等も務めた。
帝国ホテル社長の藤居寛とはゴルフ仲間だった。
2025年1月19日、病気のため死去。95歳没。